# Hulta holmen
Hulta holmen är en ö på Åland (Finland). Den ligger i Skärgårdshavet och i kommunen Sund i landskapet Åland, i den sydvästra delen av landet. Ön ligger omkring 26 kilometer nordöst om Mariehamn och omkring 260 kilometer väster om Helsingfors.
Öns area är 72,8 hektar och dess största längd är 1,3 kilometer i nord-sydlig riktning. Ön höjer sig omkring 25 meter över havsytan.
Runt Hulta holmen är det mycket glesbefolkat, med 5 invånare per kvadratkilometer.